# 엑스맨: 최후의 전쟁
엑스맨: 최후의 전쟁(영어: X-Men: The Last Stand)은 2006년에 개봉한 미국의 영화이다. 엑스맨 시리즈의 세 번째 작품으로, 전편의 브라이언 싱어가 하차하고 브렛 래트너가 연출하였다. 각본 작업에는 사이먼 킨버그와 잭 펜이 참여하였다. 휴 잭맨, 핼리 베리, 팜커 얀선, 이언 매켈런, 패트릭 스튜어트 등 기존의 배우들이 연이어 출연한다. 플롯의 큰 얼개는 크리스 클레어몬트와 존 번의 "다크 피닉스 사가"와, 조스 휘던과 존 캐서디의 "재능 Gifted" 에피소드에서 따왔다.

## 줄거리
1986년 찰스 엑세비어와 에릭 렌셔는 부모님 집에서 어린 진 그레이를 만나 학교인 엑스맨션에 초대한다. 10년 후, 기업가 워렌 워딩턴 2세는 자신의 날개를 자르려던 아들이 돌연변이라는 사실을 알게 된다.
현재 워팅턴 랩스는 돌연변이에 능력을 부여하고 이를 원하는 모든 돌연변이에게 "치료제"를 제공하는 X-유전자를 억제하는 접종을 개발했다고 발표했다. 치료제는 알카트라즈 섬의 워딩턴 시설에 사는 지미라는 어린 돌연변이의 게놈에서 만들어진다. 로그를 포함하여 일부 돌연변이가 치료법에 관심이 있는 반면, 다른 많은 돌연변이는 발표에 겁을 먹었다. 매그니토는 치료법에 반대하는 사람들과 함께 돌연변이 형제단을 재건하고 추종자들에게 치료법이 돌연변이 종족을 근절하는 데 강제로 사용될 것이라고 경고한다. 파이로의 도움으로 매그니토는 칼리스토와 여러 다른 돌연변이를 모집한다. 그들은 그녀를 풀어주기 위해 미스티크를 들고 있는 이동식 감옥을 공격하고 멀티플 맨과 저거너트도 풀어준다. 치료 다트로부터 매그니토를 보호하는 미스틱은 그것에 맞아 돌연변이 능력을 잃는다. 결과적으로 매그니토는 그녀를 버린다. 한편 스콧 서머스는 약혼자 진 그레이를 잃은 것에 대해 여전히 혼란스러워하며 알칼리 레이크에 있는 그녀의 휴게소로 운전한다. 진은 서머스에게 나타나지만 두 번의 키스로 진은 그를 죽이다. 문제를 감지한 엑세비어는 조사를 위해 로건과 스톰을 보낸다. 그들이 도착했을 때 그들은 텔레키네틱 방식으로 떠다니는 바위, 서머스의 안경, 의식을 잃은 진만 발견한다.
로건과 스톰이 엑스맨션으로 돌아왔을 때 엑세비어는 진이 그들을 구하기 위해 자신을 희생했을 때 엑세비어가 텔레파시로 억압한 어둡고 극도로 강력한 대체 성격인 "피닉스"도 해방했다고 로건에게 설명한다. 파괴적인 잠재력. 로건은 진의 마음을 조작하는 이 심령술사에 대해 알고 역겨워하지만 그녀가 깨어나자 그녀가 서머스를 죽였고 그가 한때 알고 있던 진 그레이가 아니라는 것을 알게 된다. 불사조가 나타나 로건을 쓰러뜨리고 어린 시절 집으로 탈출한다. 매그니토는 칼리스토를 통해 진의 부활을 알게 되고, 엑스맨은 브라더후드와 동시에 그레이의 집에 도착한다. 마그네토와 엑세비어가 들어가고 둘 다 피닉스가 다시 나타날 때까지 진의 충성심을 위해 경쟁한다. 그녀는 매그니토와 함께 떠나기 전에 집을 파괴하고 그를 분해하여 자비에르를 죽이다. 전원이 꺼진 미스티크를 심문한 후 FBI는 숲에서 매그니토의 기지를 발견한다. 그러나 진영의 생명체는 모두 멀티플맨의 미끼 복제품이다. 매그니토와 형제단은 자기 조작 능력을 사용하여 금문교의 경로를 변경하여 알카트라즈를 습격했다. 나머지 엑스맨은 수적으로 훨씬 많음에도 불구하고 브라더후드와 대결하고 지금까지 공격하는 돌연변이를 무력화해온 군대가 브라더후드에 압도 당할 때 도착한다.
전투 중에 키티 프라이드는 마그네토가 그를 죽이기 위해 보낸 저거너트로부터 지미를 구한다. 로건은 콜로서스가 그를 매그니토에게 던지고 행크 맥코이가 매그니토에게 "치료제"를 주입하여 그의 힘을 무효화할 수 있을 만큼 충분히 오랫동안 그를 산만하게 한다. 불사조가 깨어나 알카트라즈와 그녀의 힘 범위 내에 있는 모든 사람을 파괴하기 시작한다. 로건은 치유 인자와 아 다만 티움 골격으로 인해 불사조를 막을 수 있다는 것을 알고 있다. 로건이 그녀에게 접근하면 진은 순간적으로 통제권을 얻고 그녀를 죽임으로써 그녀와 다른 모든 사람을 구해달라고 간청한다. 로건은 진을 치명적으로 찔러 피닉스를 죽이지 만 그녀의 죽음을 애도한다. 얼마 후 마침내 돌연변이 권리를 얻었고 엑세비어의 학교는 여전히 스톰을 교장으로 운영하고 있다. 미국 대통령은 맥코이를 유엔 대사로 임명한다. 로그는 보비 드레이크에게 그녀가 치료를 받았지만 그의 실망감이 크지만 그들은 손을 잡는다. 한편 매그니토는 샌프란시스코의 체스판 앞에 앉아 있는데, 겉보기에는 인간적이고 나약해 보인다. 매그니토가 금속 체스 조각을 가리키자 약간 흔들린다.
다른 곳에서 모이라 맥타거트는 엑세비어의 목소리로 그녀를 맞이하는 혼수 상태 환자를 확인하고 그녀를 놀라게한다.

## 배역
- 휴 잭맨 - 로건 / 울버린
- 할리 베리 - 스톰|오로로 먼로 / 스톰
- 이언 매켈런 - 에릭 렌셔 / 매그니토
- 팜커 얀선 - 진 그레이 / 피닉스
- 애나 패퀸 - 안나 마리 / 로그
- 켈시 그래머 - 행크 매코이 / 비스트
- 제임스 마즈든 - 스콧 서머스 / 사이클롭스
- 리베카 로메인 - 레이븐 다크홀름 / 미스티크
- 숀 애슈모어 - 바비 드레이크 / 아이스맨
- 에런 스탠퍼드 - 존 앨러다이스 / 파이로
- 비니 존스 - 케인 마르코 / 저거너트
- 패트릭 스튜어트 - 찰스 제이비어 / 프로페서 X
- 엘런 페이지 - 키티 프라이드 / 섀도캣
- 벤 포스터 - 워렌 워싱턴 3세 / 엔젤
- 다니아 라미레스 - 칼리스토
- 마이클 머피 - 워런 워딩턴 3세
- 쇼레 아그다슐루 - 카비타 라오
- 조지프 서머 - 미국 대통령
- 빌 듀크 - 트라스크
- 대니얼 커드모어 - 표트르 라스푸틴 / 콜로서스
- 에릭 데인 - 제이미 매드록스 / 멀티플 맨
- 메이 멀랜슨 - 사일록
- 켄 렁 - 키드 오메가
- 캐머런 브라이트 - 지미 / 리치
- 오마히라 모타 - 아크라이트
- 랜스 깁슨 - 스파이크
- 클레이턴 딘 왓모그 - 글롭 허먼
- R. 리 어메이 - 상사
- 쇼나 케인 - 사이린
- 키 웡 - 주빌리
- 스탠 리, 크리스 클레어몬트(카메오 출연)